# Гладкой, Алексей Филиппович
Алексей Филиппович Гладкой — русский механик и изобретатель, живший в Российской империи конце XVIII — начале XIX века.

## Биография
Получив образование в Императорской Санкт-Петербургской Академии Художеств, Алексей Гладкой стал выдающимся художником-практиком в области практической механики.
Следующие проявления его дарования обратили на него общее внимание. В начале самостоятельной деятельности Гладкого большой интерес в Западной Европе вызвало изобретение Цолль и Коппе прибора, производящего непрерывное или вечное движение. Объездив с большим успехом Западную Европу, изобретатели приехали со своим прибором и в столицу Российской империи город Санкт-Петербург. Здесь они показывали его всем желающим за плату в два рубля с каждого посетителя. Для Гладкого было достаточно внимательного рассмотрения прибора, чтобы не только раскрыть заключающийся в нём обман, но и воспроизвести его самого. Кажущееся непрерывное движение производилось в этом приборе, как обнаружил Гладкой, пружиной, скрытою в колесе, которая заводилась раз в сутки. Воспроизведя этот прибор, Гладкой через напечатанные им в газетах объявления пригласил всех желающих рассмотреть бесплатно в его мастерской машину Цолль и Коппе и вместе с тем выслушать даваемое им объяснение её действия. Обманщикам лжеизобретателям не оставалось после этого ничего другого, как немедленно покинуть Россию. В награду как за обнаружение обмана, так и за проявленное при этом искусство, российский император Александр I пожаловал ему 500 рублей.
В другой раз одним русским купцом была приобретена на аукционе механическая кукла, оказавшаяся испорченною: в её голове недоставало пружины, приводившей в движение глаза, рот и серьги в ушах. Живший в Петербурге английский механик предлагал исправить эту куклу за плату более чем в 2000 рублей. Гладкой сделал ту же работу за 300 рублей. Внимание, обращенное, благодаря этим случаям, на А. Ф. Гладкого при дворе, разделила вместе с другими и русская императрица Мария Фёдоровна. Он получил, по её приказанию, место на Александровской мануфактуре, чем и был привлечен к главному предмету своей последующей деятельности, именно к усовершенствованию прядильных машин. В занятиях этим предметом Гладкой стоял на уровне современных ему требований науки и практики, как это можно заключить из того, что в это же время французским правительством была назначена большая награда за изобретение хорошей прядильной машины. Первым достигнутым им в этом направлении результатом была произведенная им на Александровской мануфактуре замена прежней прядильной машины, вырабатывавшей в час 1/4 фунта пряжи от 17-го до 24-го нумера, сделанною им новою, вырабатывавшею в час при том же качестве пряжи вчетверо более.
На службе в Императорской Александровской мануфактуре Ф. Гладкой оставался недолго. Оставив её, он переселился в Москву, чтобы здесь продолжать заниматься усовершенствованием прядильных машин. Новым результатом этих занятий, достигнутым здесь, было изобретение Гладкого такой замечательной по простоте своего устройства прядильной машины, которая в равной мере могла использоваться как на фабрике, так и в обычной крестьянской избе. Другим важным её качеством было «доставляемое ею значительное облегчение труда» работающих на ней. Она, в самом деле, вполне освобождала их от «утомительного и беспокойного телесного движения», требуемого прежними формами прядильных машин. Сделанная для приведения её в действие водою или силою лошадей в больших размерах, она могла продолжать работу прядения множества ниток даже при разрыве одной или нескольких из них, что достигалось отведением для наматывания каждой выпрядываемой нити отдельного веретена, которое могло быть останавливаемо при разрыве нити давлением ноги без прекращения действия других веретен. О скорости работы этой машины можно судить по тому, что на её модели простая деревенская пряха свободно вырабатывала в день полторы тальки.
Несмотря на своё искусство, Гладкой как человек бедный, живущий только на средства, доставляемые его личным трудом, не мог в построении своих многочисленных изобретений идти далее изготовления небольших моделей, украшавших его мастерскую и привлекавших к себе внимание любопытных. Ввиду невозможности вследствие этого строить экземпляры своей прядильной машины на собственные средства Гладкой вынужден был обратиться по совету многих сочувствующих ему лиц к помощи подписки на приобретение его прядильной машины в четыре веретена со всеми принадлежащими к ней частями при размерах, требующих для её помещения места в два квадратных фута, и по цене в 250 рублей за экземпляр! По расчету изобретателя 50 подписавшихся на этих условиях лиц было достаточно для того, чтобы сообщить его мастерской такие размеры и организацию, при которых она могла бы свободно заниматься построением как прядильных машин, так и других изобретений Гладкого, относящихся к домоводству и фабрикам. Благодаря известности, уже приобретенной Гладким, и её распространению при содействии периодических изданий и в особенности «Русского вестника» Сергея Глинки и «Вестника Европы» М. Каченовского и В. Жуковского, открытая через посредство объявлений, напечатанных в «Московских ведомостях», подписка пошла настолько успешно, что половина требуемого числа подписчиков была собрана довольно скоро. Явились и просвещенные жертвователи, которые, отказываясь от прядильных машин, как им ненужных, заставляли Гладкого принимать от них в дар для поощрения его полезной деятельности более или менее значительные суммы. Так подполковник Ярославов подарил ему 100, а П. И. Бибиков даже 1000 рублей. Успех подписки позволил Гладкому и самому сделаться жертвователем, как это показывают следующие слова автора заметок о нём в № 9 «Русского вестника» за 1810 год (стр. 120—121): заехав ко мне на сих днях, он сказал: «труды мои час от часу более вознаграждаются: надобно и мне быть благодарным». Тут с обыкновенною своею робостью, вынув сто рублей, он продолжал: «Я долго испытывал, каково терпеть бедность; прошу Вас употребить сии деньги для вспомоществования бедным. Сию жертву приношу в изъявление благодарности за то участие, которое принимали во мне наши соотечественники. Дай Бог, чтобы и другие мои земляки так же были счастливы, как я».
В связи с упомянутою подпискою находилась, по всей вероятности, и произведенная Гладким на фабрике Грачева в Москве по заказу её владельца замена имевшейся там ранее прядильни на 96 веретенах, вырабатывавшей в день 3 фунта пряжи, устроенною им, которая при меньшем вдвое числе веретен вырабатывала в день 5 фунтов пряжи лучшего качества.
Из относящихся к другим частям практической механики трудов Гладкого во время его пребывания в Москве известно, в частности, что чертежу Эдуарда Троутона он сделал часы, на маятник которых не могли действовать никакие перемены в окружающем воздухе и которые по истечении года оказывались неверными менее чем на 2 секунды.
Искусство и труды Гладкого получили должные признание и оценку также и со стороны известного механика-самоучки И. П. Кулибина. В напечатанном в январском номере «Русского вестника» за 1810 год «Отрывке из письма к Русскому Художнику Гладкову (Из Нижнего)» (стр. 133—135) находится следующее место: почтенный наш старый механик Кулибин, живущий в Нижнем и родившийся в сем городе, прочитав об вас уведомление в «Русском Вестнике», сказал, с восхищением: «жаль, что я так стар! а то поехал бы в Москву обнять моего собрата».
Гладкой не был механиком-самоучкою, как его «собрат» Кулибин. Он широко пользовался для развития своего искусства и знаний по предметам той или другой из избираемых им частей практической механики помощью специальной иностранной литературы. Он был хорошо знаком с сочинениями Румфорда, Шапталя и других и не жалел часто последних денег для приобретения полезной иностранной книги.
Знавшие Гладкого современники представляют его нравственную личность в очень светлом виде. По их словам, с застенчивостью и скромностью он соединял добродушие, честность и редкое бескорыстие. Последнее качество нередко заставляло его терпеть нужду.